# Punicinsäure
Punicinsäure ist eine mehrfach ungesättigte Fettsäure. Ihr Name leitet sich vom Granatapfel (Punica granatum) ab, da sie erstmals 1935 aus Granatapfelsamenöl isoliert wurde. Sie findet sich aber auch in wenigen anderen pflanzlichen Ölen. Sie ist ein Isomer der α- und γ-Linolensäure, sowie stereoisomer zur α- und β-Eleostearinsäure und anderer.
Die Punicinsäure ist eine konjugierte Linolensäure, abgekürzt CLNA (conjugated linolenic acid). Sie enthält also drei konjugierte Doppelbindungen. Chemisch ähnelt sie den konjugierten Linolsäuren (conjugated linoleic acid = CLA), die allerdings nur zwei konjugierte Doppelbindungen aufweisen. In der Lipidschreibweise wird Punicinsäure mit dem Kürzel „18:3 (ω-5)“ bezeichnet, sie gehört also zu den Omega-5-Fettsäuren.

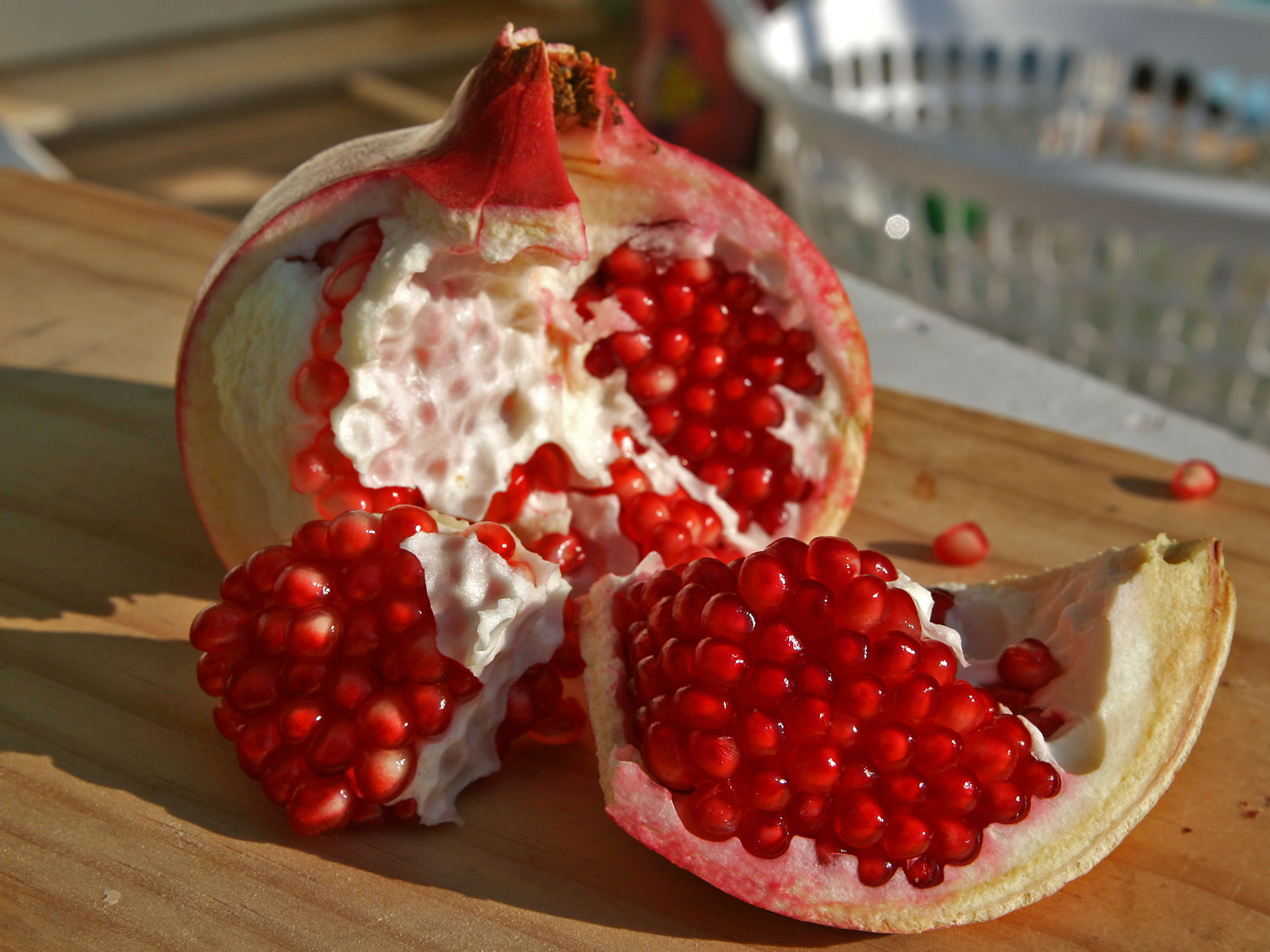
Punicinsäure macht mehr als ^{2}/_{3} der Fettsäuren im Granatapfelsamenöl aus